# Desprotecció infantil

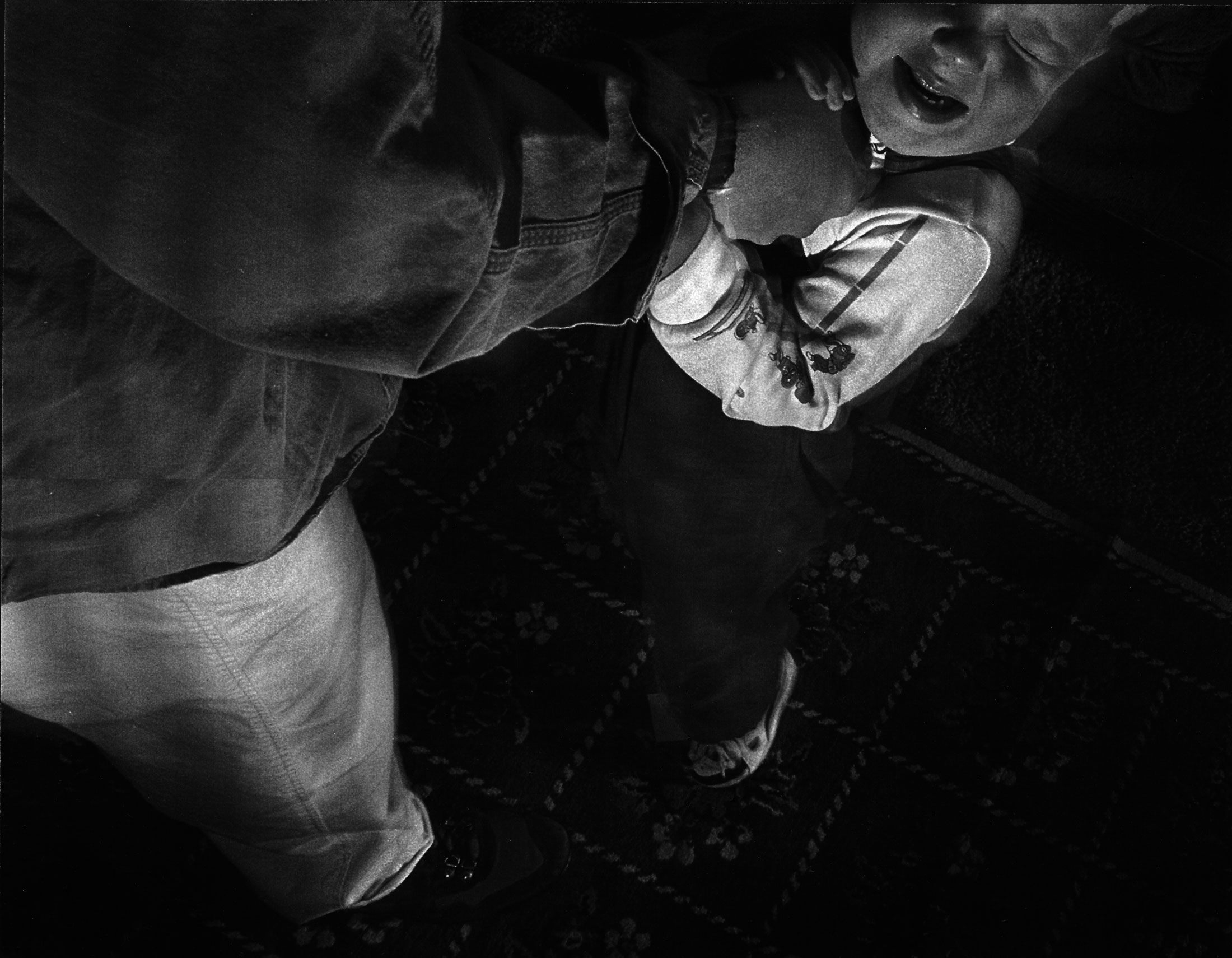
Infant plorant perquè és sacsejat per un adult

Una situació de desprotecció infantil és producte d'una insatisfacció de les necessitats bàsiques de l'infant o adolescent, que genera un dany o risc que dificulta o impedeix el seu desenvolupament integral. Cal afegir que la sobresatisfacció de determinades necessitats tampoc afavoreix un desenvolupament adequat.
És l'adequada satisfacció de les necessitats bàsiques dels infants i adolescents la que estableix el límit entre el "bon tracte" i el "mal tracte" i constitueix la clau del benestar infantil.
Segons les conclusions extretes a partir de diversos autors la desprotecció per part dels progenitors (pare i mare) dels infants i adolescents, es deu a la insatisfacció de les necessitats d'aquests darrers a causa de:
- L'absència o impossible exercici dels deures parentals per pares o tutors.
- Comportament dels pares per acció o omissió.
- Situació de necessitat familiar. Fora del control parental[1][2]

## Els progenitors com a principal figura de protecció
Els infants i adolescents es desenvolupen dins uns contextos de criança, que són els encarregats de cobrir les seves necessitats bàsiques. Seguint el model ecològic els sistemes dels quals l'infant i/o adolescent forma part i hi participa són:
- Microsistema: format per l'entorn proper familiar, els progenitors.
- Exosistema: format per l'extensió de les relacions socials. Al primer grup s'afegeixen l'escola, el grup d'iguals i la família extensa.
- Mesosistema: són les connexions que s'estableixen entre el microsistema i l'exosistema.
- Macrosistema: format per la cultura, els valors socials, la religió o creences, la legislació, el sistema econòmic...

Per cobrir les necessitats dels infants i adolescents no hem de tenir només en compte el microsistema familiar, tot i que és el més influent en el seu desenvolupament, sinó també la resta de sistemes del seu entorn ecològic, ja que serà a partir d'aquests sistemes que els infants i adolescents podran obtenir una satisfacció de les seves necessitats que els permeti assolir un desenvolupament evolutiu dins dels límits de la normalitat.
Tot i que, els infants i adolescents es desenvolupen a partir de diversos contextos de criança, són els progenitors com sistema de relacions més pròxim per l'infant o adolescent, els que tenen l'obligació de prevenir qualsevol causa de desprotecció dels seus fills. Els enfocaments teòrics que aborden l'epistemologia de la infància en situació de risc se centren en la situació familiar, identificant les causes i els factors de risc en el microsistema familiar. En conseqüència,quan un infant o adolescent es troba desprotegit és bàsicament per causes familiars.
Quan hi ha una fallida en la cura de l'infant o adolescent per part dels progenitors els serveis socials i els serveis especialitzats en la protecció de la infància i l'adolescència, tenen la responsabilitat d'intervenir per garantir que les necessitats bàsiques dels infants siguin cobertes.

## Necessitats infantils com indicadors de protecció o desprotecció
Per poder cobrir adequadament les necessitats dels infants i adolescents s'ha de saber quines són aquestes necessitats. Quan parlem d'infància desprotegida a més de conèixer quines són aquestes necessitats és necessari tenir uns indicadors que ens orientin per saber quan es consideren satisfetes aquestes necessitats i uns indicadors que ens mostrin quines poder ser les condicions de risc o insatisfacció d'aquestes. Per tenir aquest coneixement serà necessari disposar d'una teoria de les necessitats
S'entén que tot el treball de protecció de menors ha d'assentar-se en una teoria de les necessitats infantils a partir de la qual es puguin establir criteris operatius per delimitar quines són les necessitats essencials dels infants que aquests professionals, educador social, treballador social, psicòleg i pedagog, han de protegir i, per tant, quines han de ser les actuacions que han de desenvolupar per assegurar la satisfacció d'aquestes necessitats en aquells casos en què les figures normalment encarregades de fer-ho no estan complint amb aquesta funció.
Seguint la taxonomia de les necessitats elaborada per Félix López Sánchez (1995)les necessitats es divideixen en: necessitats fisico-biològiques, necessitats cognitives i necessitats socioemocionals.
- Necessitats fisico-biològiques: bona alimentació, bona higiene, bona temperatura, son adequada, realització d'activitat física-exercici-joc, protecció de riscos reals i integritat física, salut.

- Necessitats cognitives: estimulació sensorial, exploració física i social, comprensió de la realitat física i social.

- Necessitats socioemocionals: seguretat emocional, xarxa de relacions socials, participació i autonomia progressives, curiositat –imitació –contacte, protecció de riscos imaginaris, interacció lúdica.

## Situacions de desprotecció infantil
La realitat obliga a distingir situacions de desprotecció de molt diversa índole, que poden ser classificades segons el grau i la intensitat, i que requereixen una intervenció diferenciada que s'adapti a les necessitats de cada cas.
Els professionals mitjançant la mitjançant la valoració de la situació dels infants i adolescents poden decidir que es troben davant una situació de risc o una situació de desemparament. Aquestes són les dues situacions que es poden donar a Catalunya segons la Llei 14/2010, del 27 de maig, dels drets i les oportunitats en la infància i l'adolescència.
La conceptualització d'una situació concreta de risc o desemparament s'ha d'establir en funció de l'edat del nen, ja que les necessitats varien segons l'etapa evolutiva en què es troba.

### Infància en risc
És una situació de risc la situació en què el desenvolupament i el benestar de l'infant o l'adolescent es veuen limitats o perjudicats per qualsevol circumstància personal, social o familiar, sempre que per a la protecció efectiva de l'infant o l'adolescent no calgui la separació del nucli familiar. Quan els professionals es troben davant d'una situació de risc la contenció es fa en el nucli familiar i no és necessari treure la tutela als seus progenitors o tutors.

### Infància desemparada
Es consideren desemparats els infants o els adolescents que es troben en una
situació de fet en què els manquen els elements bàsics per al desenvolupament integral de la personalitat, sempre que per a llur protecció efectiva calgui aplicar una mesura que impliqui la separació del nucli familiar.
Quan un infant es troba en una situació de desemparament, es retira la tutela als pares i es delega la guarda. La Direcció General d'Atenció a la Infància i l'Adolescència es queda la tutela i invalida que els pares o tutors puguin actuar envers l'infant. La guarda l'exercirà la persona amb qui es deixi l'infant o adolescent.